# Великоберезнянський заказник
Великоберезня́нський зака́зник  — орнітологічний заказник місцевого значення в Україні. Об'єкт природно-заповідного фонду Хмельницької області. 
Розташована в межах Хмельницького району Хмельницької області, на південний захід від села Велика Березна. 
Площа 500 га. Статус присвоєно згідно з рішенням обласної ради народних депутатів від 17.12.1993 року № 3. Перебуває у віданні ВАТ Хмельницький облрибокомбінат. 
Статус присвоєно для збереження місць гніздування водоплавних птахів. Територія заказника розташована у пригирловій частині річки Скрипівка і на заплаві річки Хомора. 